# Bolivia vid världsmästerskapen i friidrott 2009
Bolivia deltog i Världsmästerskapen i friidrott 2009 i Berlin med en trupp som bestod av 2 aktiva friidrottare (1 kvinna och 1 man).

## Deltagare från Bolivia

### Damer
| Gren       | Deltagare      | Resultat | Placering |
| 20 km gång | Geovana Irusta | 1:39.16  | 30        |

### Herrar
| Gren      | Deltagare   | Resultat | Placering           |
| 800 meter | Evans Pinto | 1.52,23  | Utslagen i försöken |